# Przecław (Poméranie-Occidentale)
Pour les articles homonymes, voir Przecław (homonymie).
Przecław (en allemand Pritzlow) est une localité polonaise de la gmina rurale de Kołbaskowo située dans le powiat de Police en voïvodie de Poméranie-Occidentale. Elle se situe à environ 24 km au sud de Police et 14 km au sud-ouest de la capitale régionale Szczecin.

## Géographie

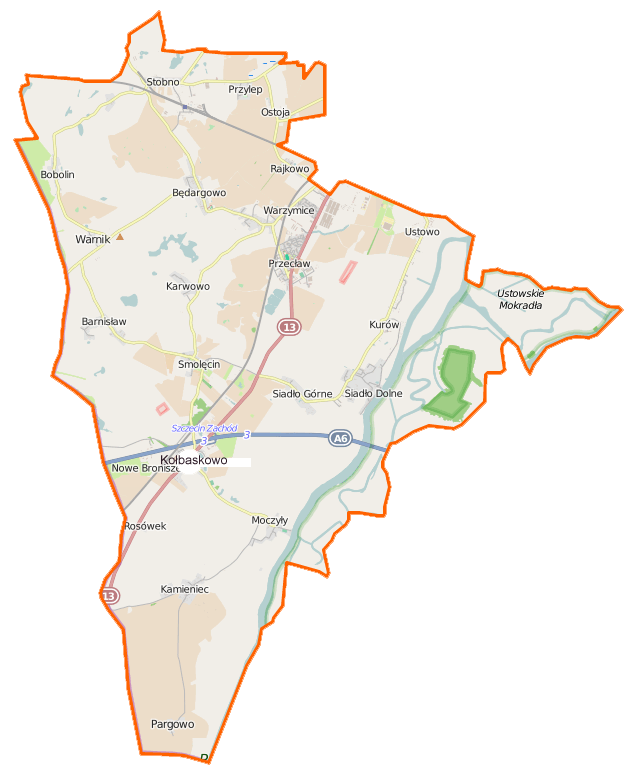
Carte de la gmina de Kołbaskowo.